# Stefano I Báthory
Stefano I Báthory, già Stefano IX di Transilvania (Szilágysomlyó, 27 settembre 1533 – Hrodna, 12 dicembre 1586), divenne re di Polonia dopo la rinuncia di Enrico di Valois nel 1574, grazie all'elezione a regina di sua moglie, Anna Jagellona, sorella del re polacco Sigismondo II Augusto. Stefano apparteneva alla famiglia nobile ungherese dei Báthory-Somlyo.

## Principe di Transilvania

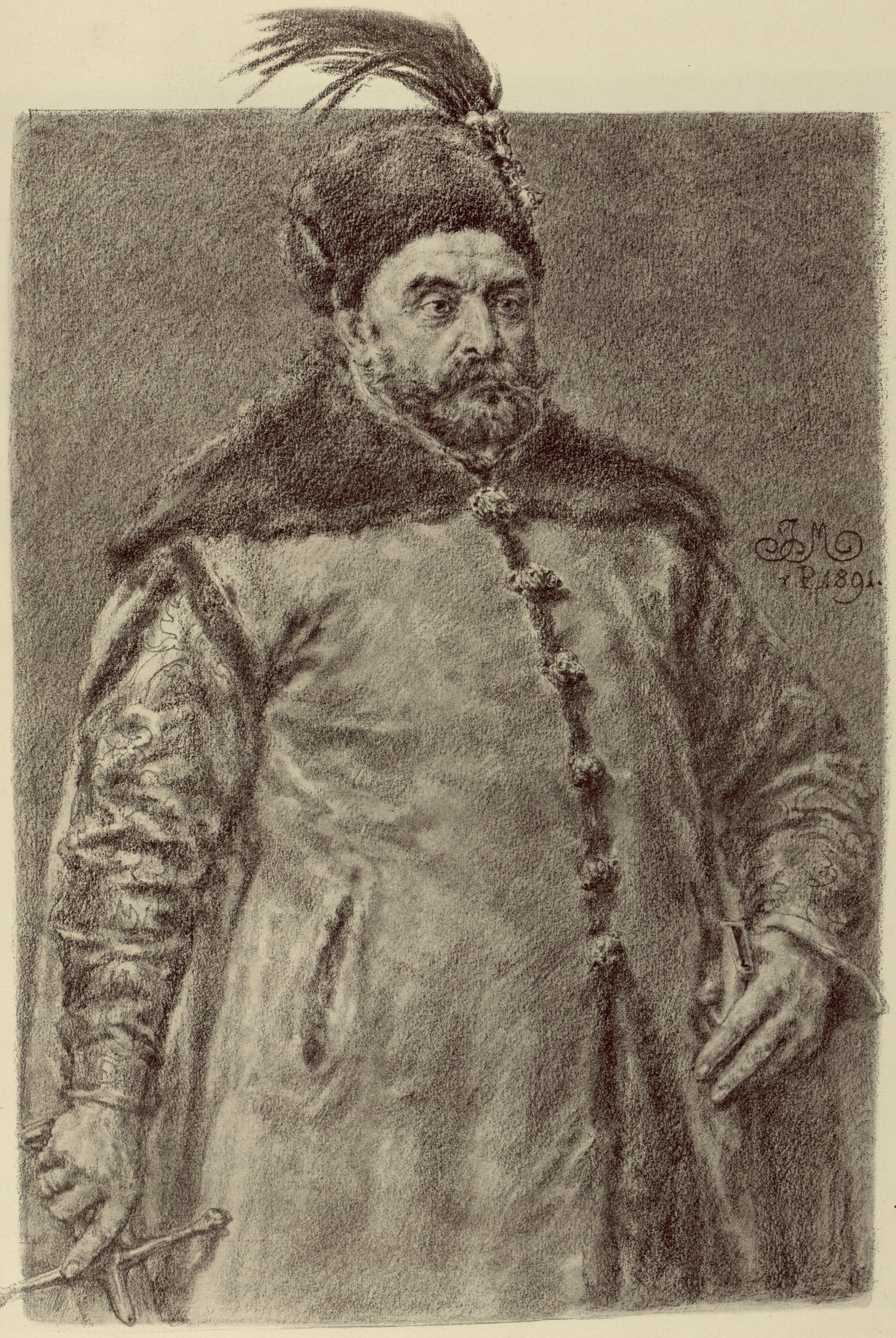
Stefano Báthory nell'interpretazione del pittore romantico Jan Matejko.

Stefano Báthory nacque a Szilágysomlyó (Transilvania), figlio del voivoda Stefano VIII Báthory, partigiano di Janos Zapolya contro le pretese sul trono ungherese di Ferdinando d'Asburgo. Studiò all'Università di Padova, ed una statua in Prato della Valle oggi lo ricorda.
Il giovane Stefano dimostrò rapidamente di possedere notevoli doti diplomatiche che mise al servizio di Janos II Zapolya contro gli interessi del nuovo imperatore d'Asburgo, Massimiliano II. L'ostilità di Massimiliano costò a Báthory due anni di carcere.
Nonostante i servigi resi, Stefano venne notevolmente penalizzato dagli accordi che chiusero la contesa tra gli Asburgo e gli Zapolya sul Regno d'Ungheria. Sconfitto, Janos II prese per sé il principato di Transilvania e designò quale suo erede Gáspár Bekes. Nel 1571, alla morte di Zapolya, la dieta dei boiardi di Kolozsvár indicò però in Stefano IX Báthory il nuovo voivoda. Appoggiato da Massimiliano II d'Asburgo, Bekes tentò di strappare il potere a Stefano ma venne sconfitto e costretto a ritirarsi presso l'alleato, alla corte di Vienna.

## Re di Polonia
Nel 1572 il trono della Confederazione Polacco-Lituana, a quel tempo il più grande stato europeo ed uno dei più popolosi, divenne vacante: il re Sigismondo II di Polonia era infatti morto senza eredi maschi. Nell'aprile del 1573 Anna Jagellona, figlia di Sigismondo, perorò davanti alla Camera dei deputati della Polonia (Dieta) l'elezione a re del suo promesso sposo, Enrico di Valois. Enrico abbandonò però il trono polacco per divenire re di Francia alla morte di suo fratello (1575).

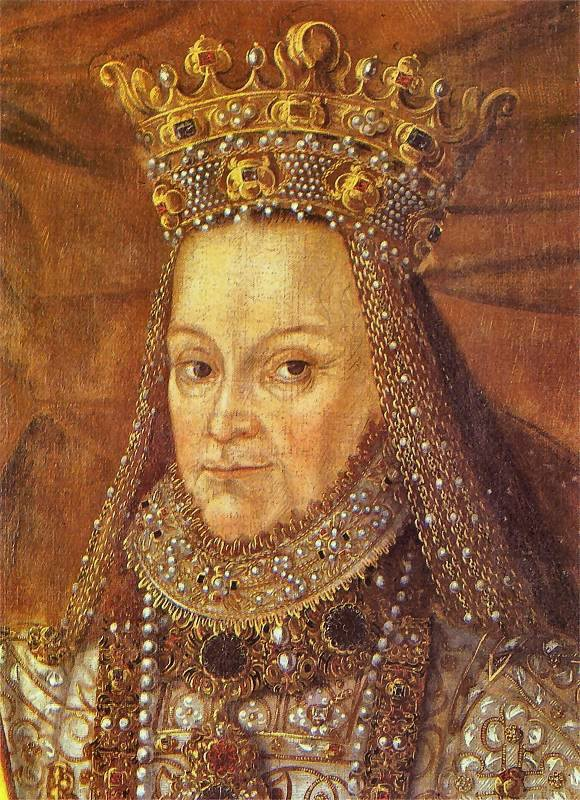
Anna Jagellona nel 1576.

Il 12 dicembre 1575 la Camera dei deputati della Polonia, dietro pressioni del nunzio apostolico, elesse re della confederazione l'imperatore Massimiliano. La nobiltà si ribellò però alla scelta e pretese un sovrano polacco. Per salvare la situazione si risolse di eleggere quale monarca Anna Jagellona e di darla in moglie a Stefano Báthory: il tollerante voivoda di Transilvania era infatti ritenuto una scelta migliore dell'Asburgo, strenuo difensore della Controriforma. La scelta non venne però ratificata dai Lituani che abbandonarono la Camera dei deputati della Polonia.
Báthory venne incoronato nella cattedrale del Wawel a Cracovia il 1º maggio 1576 dall'arcivescovo Stanisław Karnkowski. Formalmente eletto re della Confederazione, Stefano ottenne la conferma del suo status dalla Lituania solo successivamente. Il titolo di cui si fregiò da quel giorno fu: principe di Transilvania, re di Polonia, granduca di Lituania, principe di Rutenia, principe della Prussia, principe della Masovia, di Samogizia, di Kiev, di Volinia, di Podlachia e Livonia.

## Re di Polonia e Granduca di Lituania
Formalmente signore della potente Confederazione Polacco-Lituana, Báthory dovette faticare prima di ottenere un saldo dominio. Massimiliano d'Asburgo, in accordo con lo Zar Ivan il Terribile, iniziò a complottare per strappare il fresco trono del voivoda Stefano.

### Danzica
La potente città-stato di Danzica, sobillata dall'Asburgo e dalla Danimarca, si ribellò all'autorità di Báthory. Durante l'Assedio di Danzica (1577) re Stefano riuscì a sconfiggere l'esercito dei ribelli ma non a conquistare la città: Danzica versò un sostanzioso indennizzo al sovrano (200.000 Gulden) e mantenne la sua indipendenza ed il suo codice legale autonomo.

### Il rafforzamento del potere regio
Appoggiato dal suo scaltro cancelliere, il potente Grand Hetman Jan Zamoyski, Stefano Báthory varò delle fondamentali riforme per rafforzare la sua posizione di sovrano. Cercò di avere i favori sia della Szlachta (la piccola nobiltà) che dei magnati. Per ottenere il sostegno della szlachta dei territori orientali rinunciò al privilegio di emettere sentenze conferendolo al Supremo Tribunale della Corona ed al Supremo Tribunale di Lituania. Nel 1579 fondò l'Accademia di Vilnius, la seconda nella Confederazione Polacco-Lituana, dopo quella di Cracovia, di cui il primo rettore fu Piotr Skarga.
Nel 1579 chiamò dall'Italia Domenico Ridolfini da Camerino ingegnere militare che giunse a Cracovia il 3 febbraio per sistemare alcune sue fortezze.
Stefano Báthory varò importantissime riforme volte ad ammodernare e rafforzare l'esercito regio:
- Ricorse alla tassazione delle terre della corona per foraggiare un nuovo esercito di fanti, i Piechota wybraniecka, specializzati nel genio militare e nell'artiglieria;
- Introdusse l'uso dei Cosacchi Registrati onde meglio controllare questi preziosi ma insubordinati ausiliari delle truppe confederate.
- Riformò la cavalleria pesante polacca trasformando gli ussari in una forza equestre di sfondamento, gli husaria, anziché tenerli relegati ai ruoli di schermaglia e ricognizione.

### Le campagne contro la Moscova

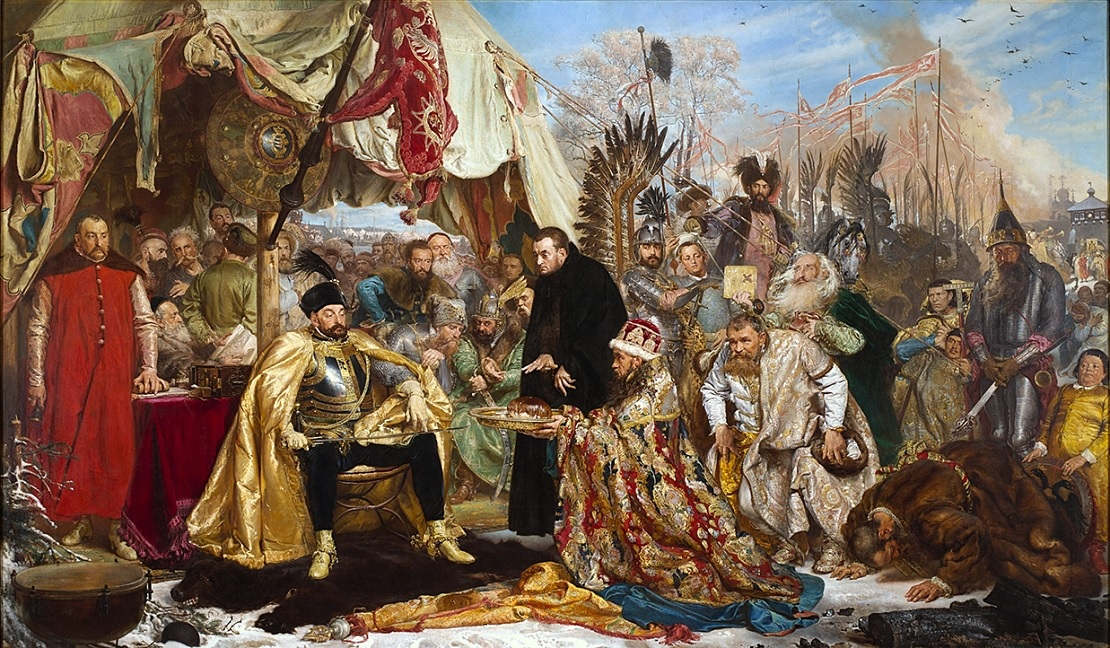
Báthory a Pskov - Jan Matejko.

Deciso a muovere guerra allo Zar e sospettoso nei confronti dei turchi, Stefano accettò di raffreddare il conflitto con gli Asburgo accettando le profferte di pace del nuovo imperatore, Rodolfo II.
Nel 1578 Stefano Báthory e hetman Jan Zamoyski guidarono le truppe della Confederazione nella Livonia occupata dalle armate di Ivan il Terribile. L'anno successivo re Stefano attaccava i territori russi. Le armate dello Zar vennero sconfitte presso Velikie Luki. Nel 1581 Báthory avviò l'Assedio di Pskov. Nel 1582 Ivan il Terribile siglò la Pace di Jam Zapol'skij rinunciando alle sue pretese sulla Livonia.

### La fine
Pacifico il confine settentrionale della Confederazione, Stefano Báthory progettò una grande lega cristiana in funzione anti-turca. Avviò negoziati con la Moscovia ma la morte di Ivan il Terribile (1584) e l'avvio del Periodo dei torbidi privarono l'intraprendente sovrano polacco di un degno interlocutore.
Stefano Báthory si spense a Hrodna nell'inverno del 1586, senza eredi diretti. Il suo trono venne conteso dall'Asburgo Massimiliano III d'Austria e dallo svedese Sigismondo Vasa nella guerra asburgico-polacca; fu il cancelliere di Báthory, Zamoyski, a garantire la successione a Sigismondo dopo aver scartato l'ipotesi di far eleggere uno dei nipoti del defunto re.